# 아름다운 밤 아름다운 노래
아름다운 밤 아름다운 노래는 대한민국의 방송국인 KBS의 라디오 채널 KBS 제2라디오에서 매일 밤 1시부터 2시까지 종영 방송된 라디오 프로그램이다. 2001년 10월 14일 자로 1년만에 폐지되었다.